# Serigne Babacar Sy
Pour les articles homonymes, voir Sy.
Serigne Babacar Sy, né en 1885 à Saint-Louis (Colonie du Sénégal) et mort le 25 mars 1957 à Tivaouane (Territoire du Sénégal), est un éminent Chef de communauté et leader Tidjane au Sénégal. Il assuma la charge de Khalife de Seydil Hadji Malick Sy à partir de 1922 jusqu'à son décès en 1957 à Tivaouane.

## Biographie
Babacar Sy, également connu sous le nom de Serigne Babacar, naquit à Saint-Louis, au Sénégal, en 1885, fils de Malick Sy et de Sokhna Rokhaya N'Diaye. Il s'engagea dans la diffusion d'une éthique et d'une perspective sénégalaise de l'islam. Après avoir reçu une éducation coranique à Saint-Louis, il approfondit ses connaissances en littérature et en jurisprudence islamique. Reconnu sous le titre de khalifa Ababacar, il devint le khalif de la tariqa Tijaniyya.
En 1922, il succéda à son père, devenant ainsi le premier à être désigné khalif général de la confrérie Tijaniyya au Sénégal. Il est l'auteur de nombreux poèmes et ouvrages sur le prophète Mahomet, Cheikh Ahmed Tijani, et son père El Hadj Malick Sy. Il eut plusieurs enfants, dont Moustapha Sy Djamil, Sokhna Oumou Khayr Sy, Sokhna Seynabou Sy, Serigne Mansour Sy, Cheikh Tidiane Sy, Serigne Abdoul Aziz Sy et Serigne Pape Malick Sy.
Il institua les dahiras (Dahiratoul Kiram) en 1932, des groupes religieux où les adeptes pouvaient se rassembler pour approfondir leur pratique religieuse. Sa mort survint à Tivaouane le 25 mars 1957, lors d'une de ses retraites spirituelles régulières.

## Hommage

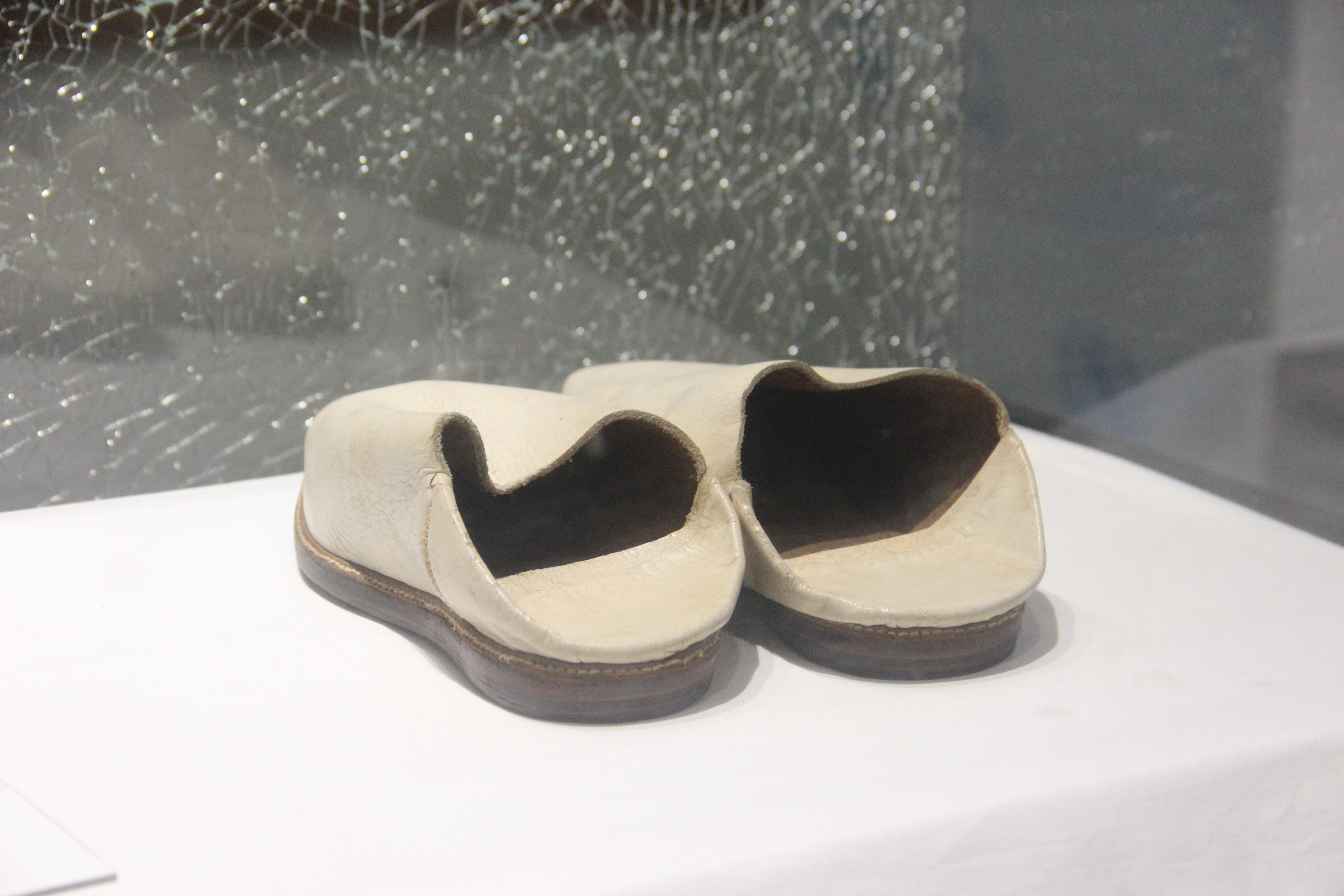
Babouches de Serigne Babacar Sy exposées au Musée des civilisations noires de Dakar.

Un Collège d'Enseignement Moyen (CEM) ainsi que le lycée situé à Tivaouane sont dénommés en son honneur. Par ailleurs, les voies principales, aménagées en larges artères carrossables et piétonnes, dans le quartier de Dakar appelé Sicap-Liberté, portent également son nom.